# Святополк-Мирський Микола Іванович
Князь (від 1861) Мико́ла Іва́нович Святопо́лк-Ми́рський (рос. Николай Иванович Святополк-Мирский; 1833—1898) — російський військовий і державний діяч, генерал від кавалерії, генерал-ад'ютант.
Член Державної ради Російської імперії.

## Життєпис
Народився в родині Івана Семеновича Святополк-Мирського і Марціани Савеліївни, уродженої Ностіц-Ясковської. Мав братів Володимира (1823—1861) і Дмитра (1825—1899), а також сестру Катерину (? -1879).
Закінчив Пажеський корпус у 1852 році.
Військову службу розпочав під начальством графа М. С. Воронцова на Кавказі, де брав участь у бойових сутичках з горцями і турками.
Під час Кримської війни 1853—1856 років також неодноразово відзначався у боях.
У російсько-турецькій війні 1877-78 років командував 9-ю піхотною дивізією і окремими загонами. У червні 1877 року в складі Габровського загону спільно із загоном Й. В. Гурка оволодів Шипкинським перевалом на Балканах. Брав участь у визволенні від турків південної Болгарії. У січні 1878 року у взаємодії із загоном М. Д. Скобелєва брав участь в операції по оточенню і розгрому під Шейновим 35-тисячної армії Вессель-паші.
У 1881 році генерал від кавалерії М. І. Святополк-Мирський був призначений Військовим наказним отаманом області Війська Донського. Перебував на цій посаді до 1898 року.
З 1898 року — у відставці, член Державної ради Російської імперії.
Помер в своєму маєтку Мір, де й був похований біля стіни православної Миколаївської церкви.

## Нагороди

### Нагороди Російської імперії
- Орден Святої Анни 4-го ступеня (1854);
- Орден Святого Георгія 4-го ступеня (28.12.1854);
- Орден Святого Станіслава 2-го ступеня з Імператорською короною і мечами (1861);
- Орден Святої Анни 2-го ступеня з мечами (1863);
- Орден Святого Володимира 3-го ступеня (1868);
- Орден Святого Станіслава 1-го ступеня (1872);
- Орден Святої Анни 1-го ступеня з мечами (1877);
- Золота зброя «За хоробрість» з алмазами (1877);
- Орден Святого Георгія 3-го ступеня (31.01.1878);
- Орден Святого Володимира 2-го ступеня (1881);
- Орден Білого Орла (1883);
- Орден Святого Олександра Невського (1887);
- Діамантові знаки до ордена Святого Олександра Невського (1893);
- Орден Святого Володимира 1-го ступеня (1896).

### Нагороди іноземних держав
- Прусський орден Червоного орла 2-го класу із зіркою і мечами (1874);
- Австрійський орден Франца Йосифа, великий хрест (1874);
- Шведський орден Меча, великий хрест (1875);
- Перський орден Лева і Сонця, великий хрест (1891).

## Родина
Був одружений двічі:
- перша дружина — княжна Віра Іллівна (1842—1863), дочка грузинського царевича Іллі Георгійовича. Від цього шлюбу народився син Ілля, який помер немовлям. Невдовзі померла і дружина;
- друга дружина — кавалерственна дама ордена Святої Катерини 2-го ступеня Клеопатра Михайлівна, уроджена Ханикова (1845—1910). Шлюб був укладений «в присутності Імператорської пари» у 1868 році. Від цього шлюбу народилось семеро синів: Михайло (1870—1938), Іван (1872—1921), Дмитро (1874—1950), Володимир (1875—1906), Семен (1885—1917), а також Василь і Петро, які померли в ранньому віці.

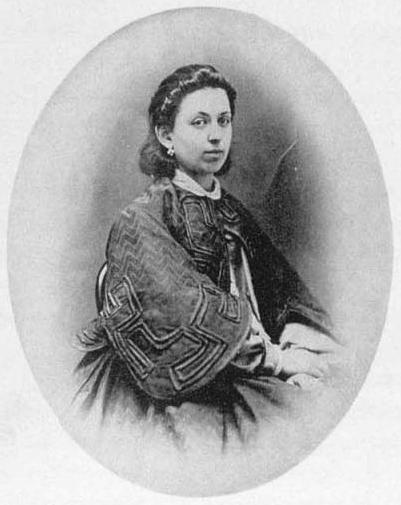
Віра Іллівна Святополк-Мирська.
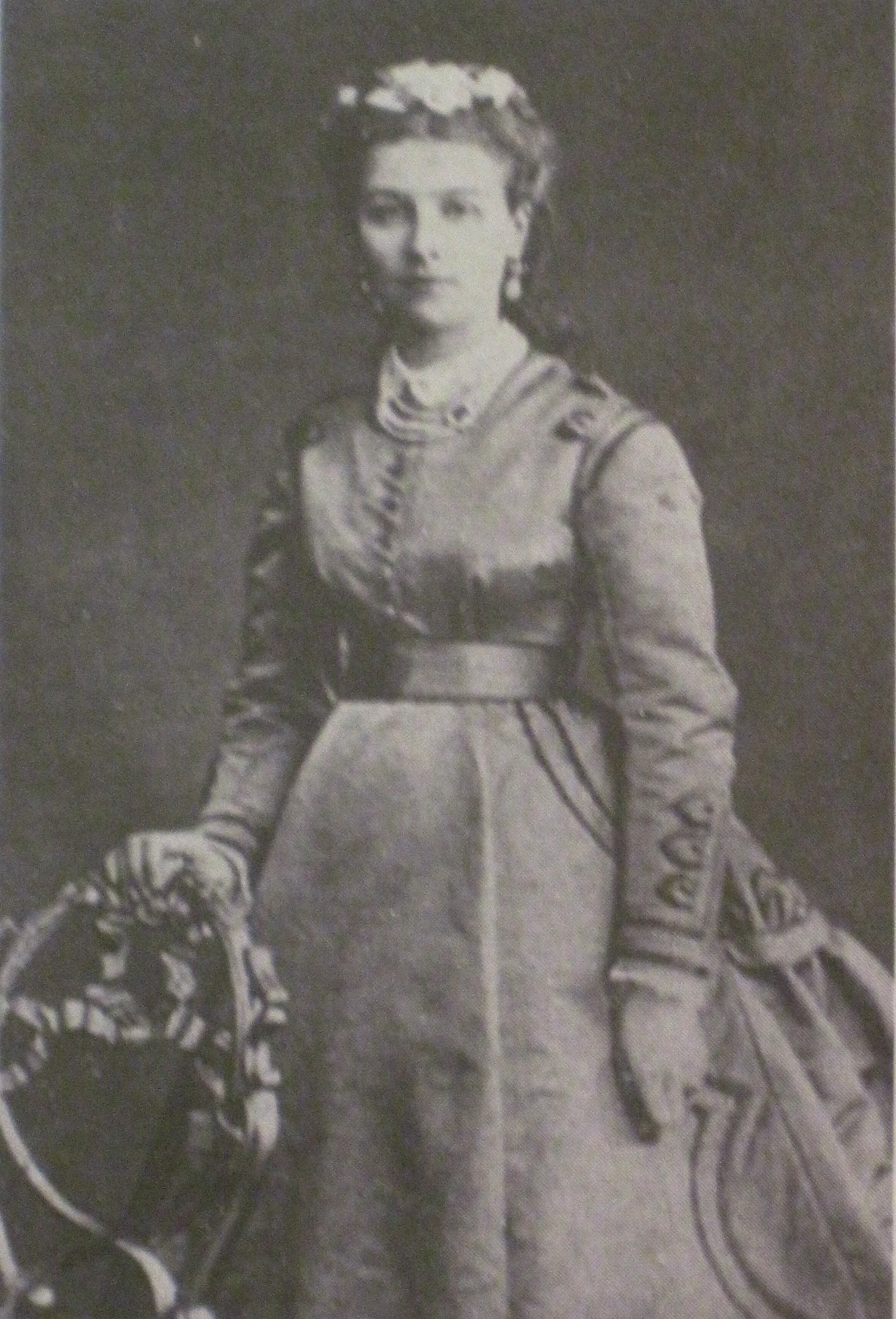
Клеопатра Михайлівна Святополк-Мирська (Ханикова).